# I. Ferenc nápoly–szicíliai király
I. Ferenc (olaszul: Francesco I; Nápoly, Nápolyi Királyság, 1777. augusztus 14. – Nápoly, Két Szicília Királysága, 1830. november 8.), Két Szicília királya 1825 januárjától 1830 novemberében bekövetkezett haláláig. Ezt megelőzően a napóleoni háborúk alatt a Szicíliai Királyság régense volt 1806 és 1814 között.

## Élete

### Származása, testvérei
Ferenc Januárius (Gennaro) herceg 1777. augusztus 14-én született a casertai királyi palotában.
Édesapja a Bourbon-házból való IV. Ferdinánd nápolyi király (1751–1825) (a későbbi I. Ferdinánd nápoly–szicíliai király) volt, III. Károly spanyol király és Mária Amália Krisztina szász hercegnő, lengyel királyi hercegnő, spanyol királyné fia.
Édesanyja Mária Karolina Lujza főhercegnő (1752–1814) volt, I. (Lotaringiai) Ferenc német–római császár (1708–1765) és Mária Terézia császárné (1717–1780) leánya, akit himlőben elhalt nővérei, (Mária Johanna Gabriella, 1750–1762 és Mária Jozefa, 1751–1767) helyett adtak feleségül Ferdinándhoz 1768-ban.

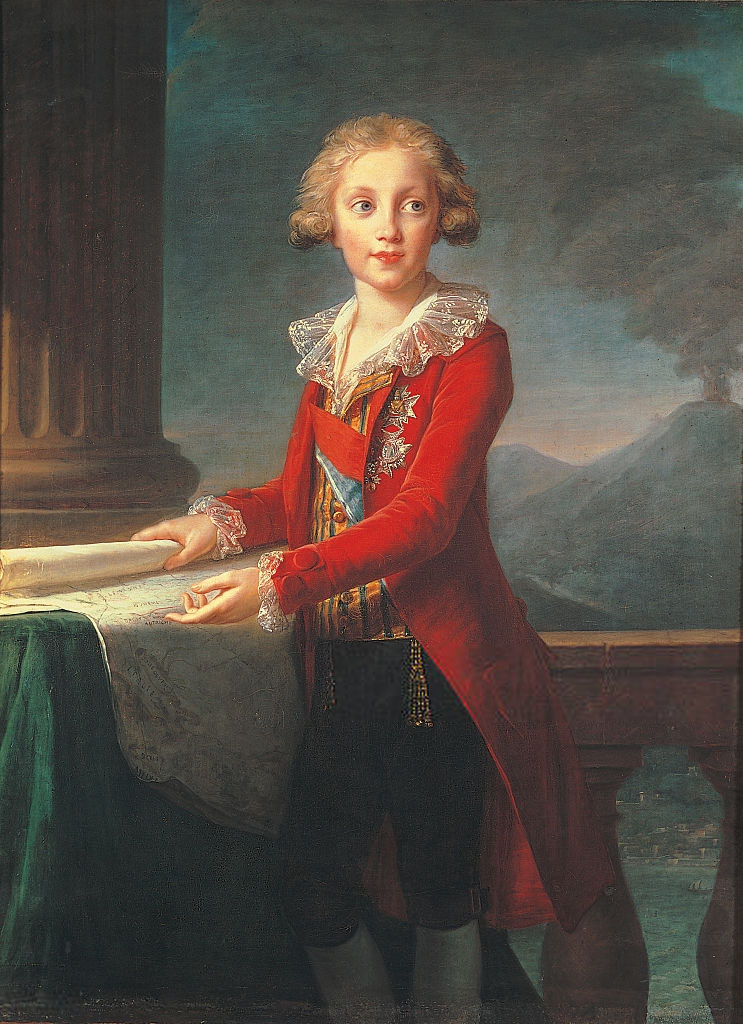
Az ifjú Ferenc Januárius (Gennaro) herceg (Élisabeth Louise Vigée Le Brun műve).

Ferenc herceg tizennyolc (!) testvér közül ötödikként született. Csak heten érték meg a felnőttkort, rangjuk szerint nápoly–szicíliai (egyben spanyol) királyi hercegek és hercegnők.
1. Mária Terézia Karolina hercegnő (1772–1807), aki 1790-ben feleségül ment II. Ferenc német-római császárhoz, magyar és cseh királyhoz (1804-től I. Ferenc néven osztrák császár).
2. Lujza Mária Amália hercegnő (1773-1802), aki Ferenc császár öccséhez, Habsburg–Toscanai Ferdinánd József János főherceghez (1769–1824), a későbbi III. Ferdinánd toszkánai nagyherceghez ment feleségül.
3. Károly Titusz Ferenc Gennaro, Calabria hercege (1775–1778), kisgyermekként meghalt.
4. Mária Anna Jozefina (Giuseppina) hercegnő (1776–1780), kisgyermekként meghalt.
5. Ferenc Januárius (Gennaro), Calabria hercege (1777–1830), a későbbi I. Ferenc nápoly–szicíliai király
6. Mária Amália hercegnő (1779–1783), kisgyermekként meghalt.
7. Mária Krisztina Amália Terézia hercegnő (1779–1849), aki Károly Félix szárd–piemonti királyhoz, Savoya hercegéhez (1765–1831) ment férjhez.
8. Gennaro Károly Ferenc herceg (1780–1789), gyermekként meghalt.
9. József Catello Gennaro herceg (1781–1783), kisgyermekként meghalt.
10. Mária Amália Terézia hercegnő (1782–1866), aki Orléans-i Lajos Fülöp francia királyhoz (1773–1850) ment feleségül.
11. Mária Krisztina (*/†1783), születésekor meghalt.
12. Mária Antonietta Terézia hercegnő (1784–1806), aki VII. Ferdinánd spanyol király (1784–1833) első felesége lett.
13. Mária Klotild Terézia hercegnő (1786–1792), gyermekként meghalt.
14. Henrietta (Enrichetta) Mária Kárméla hercegnő (1787–1792), kisgyermekként meghalt.
15. Károly Gennaro Ferenc herceg (1788–1789), kisgyermekként meghalt.
16. Lipót János József herceg (1790–1851), Salerno hercege, aki 1816-ban unokahúgát, Mária Klementina főhercegnőt (1798–1881), I. Ferenc császár leányát vette feleségül.
17. Albert Fülöp Maria herceg (1792–1798), gyermekként meghalt.
18. Mária Erzsébet Terézia hercegnő (1793–1801), gyermekként meghalt.

1778-ban alig egyesztendős korában trónörökössé és Calabria hercegévé (Duca di Calabria) lépett elő, amikor bátyja, Károly herceg, a cím addigi viselője hároméves korában meghalt.

### Első házassága, gyermekei
1797. június 25-én Foggiában feleségül vette a Habsburg–Lotaringiai-házból való Mária Klementina főhercegnőt, magyar és cseh királyi hercegnőt (1777–1801), II. Lipót német-római császár és Mária Ludovika spanyol infánsnő (1745–1792) leányát, József nádor húgát. Házasságukból két gyermek született, de csak egyikük érte meg a felnőttkort:
- Mária Karolina Ferdinanda Lujza királyi hercegnő (1798–1870), aki 1816-ban a Bourbon-házból való Károly Ferdinándhoz, Berry hercegéhez (1778–1820), Artois grófjának, a későbbi X. Károly francia királynak kisebbik fiához ment feleségül. Berry hercege 1820-ban gyilkosság áldozata lett. Mária Karolina 1831-ben ismét férjhezment, Ettore Carlo Lucchesi-Pallihoz (1806–1864), Grazia grófjához, Campofranco hercegéhez.
- Ferdinánd Ferenc királyi herceg (1800–1801), Szicília hercege, kisgyermekként meghalt.

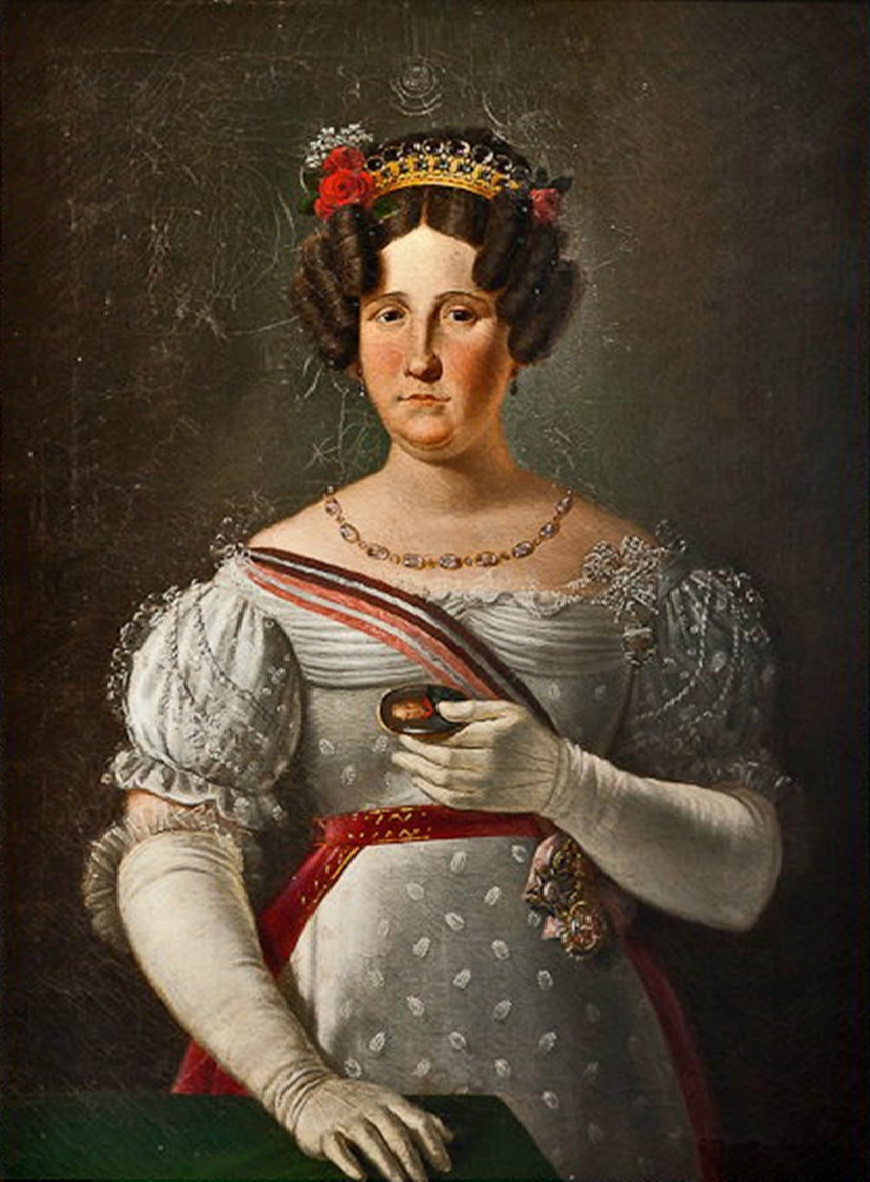
Mária Izabella spanyol infánsnő

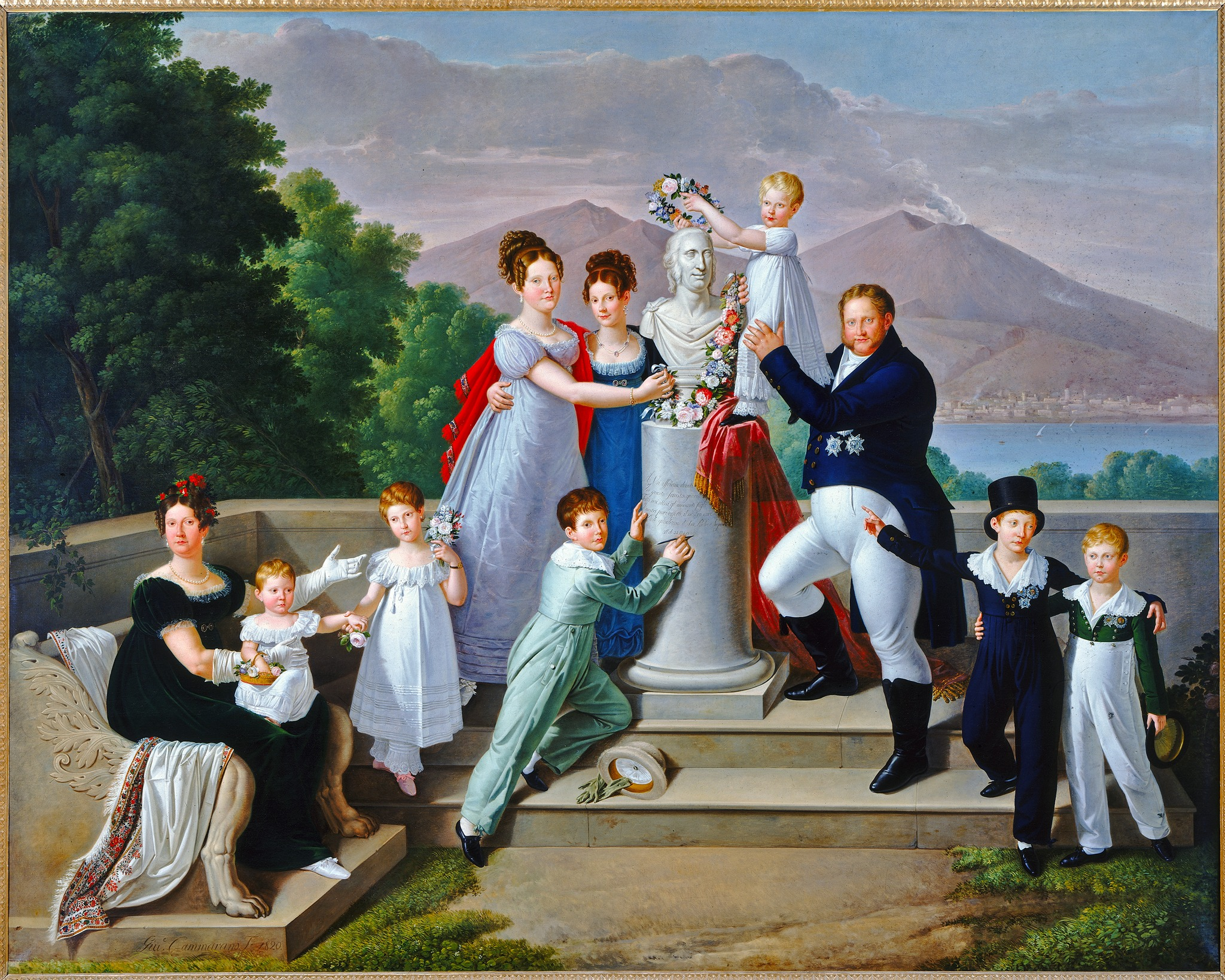
I. Ferenc király és családja. Balról jobbra: Mária Izabella királyné, a második feleség, Mária Karolina Ferdinanda, később Berry hercegné, Mária Antonietta, később Toszkána nagyhercegnéje, Lujza Sarolta (Carlotta), később spanyol infánsné, Mária Krisztina, később spanyol királyné, Ferdinánd trónörökös, Mária Amália, később spanyol infánsné, I. Ferenc király, Károly Ferdinánd, Capua hercege, és Lipót Benjámin, Siracusa grófja

### Második házassága, gyermekei
Mária Klementina főhercegnő 1801. november 15-én 24 éves korában meghalt, súlyos szülési komplikációk következtében. Ferenc trónörökös 1802. október 6-án másodszor is megnősült, a Bourbon-házból való Mária Izabella spanyol infánsnőt (1789–1848), IV. Károly spanyol király és Mária Lujza Bourbon–parmai hercegnő leányát vette feleségül. Ebből a házasságból 12 gyermekük született:
1. Lujza Sarolta (Carlotta) hercegnő (1804–1844), aki 1819-ben nagybátyjához, Ferenc Antal (Francisco de Paula Antonio) spanyol infánshoz (1794–1865), IV. Károly király legkisebbik fiához ment feleségül. Az ő fia volt Bourbon Ferenc, II. Izabella spanyol királynő férje.
2. Mária Krisztina hercegnő (1806–1878), aki 1829-ben nagybátyjának, VII. Ferdinánd spanyol királynak a negyedik felesége lett, 1833–1840 között Spanyolország régense volt. Leánya II. Izabella néven Spanyolország királynője lett.
3. Ferdinánd trónörökös (1810–1859), Puglia grófja, Calabria hercege, 1830-tól II. Ferdinánd néven nápoly–szicíliai király aki 1832-ben Savoyai Mária Krisztina szárd királyi hercegnőt (1812–1836), majd 1837-ben Habsburg–Tescheni Mária Terézia főhercegnőt vette feleségül.
4. Károly Ferdinánd (Carlo Fernando), Capua hercege (1811–1862), aki 1836-ban rangon aluli házasságot kötött Penelope Smith-szel (1815–1882), utóbb Mascali grófnőjével.
5. Lipót Benjámin, Siracusa grófja (1813–1860), aki 1837-ben Savoya–Carignani Filiberta szárd hercegnőt (1814–1874) vette feleségül.
6. Mária Antónia hercegnő (1814–1898), aki 1824-ben a Habsburg–Lotaringiai-házból való II. Lipót toszkánai nagyherceg (1797–1870) második felesége, Toszkána nagyhercegnéje lett.
7. Antal Paszkál (Antonio Pasquale), Lecce grófja, (1816–1843), gyermektelenül halt meg.
8. Mária Amália hercegnő (1818–1857), 1832-ben Sebestyén infánshoz, Spanyolország és Portugália hercegéhez (1811–1872) ment feleségül.
9. Mária Karolina hercegnő (1820–1861), aki 1850-ben a Bourbon-házból való Carlos Luis María Fernando spanyol királyi herceghez, Montemolín grófjához (1818–1861), spanyol karlista trónkövetelőhöz ment feleségül.
10. Terézia Krisztina Mária hercegnő (1822–1889), aki 1843-ban II. Péter brazil császárhoz ment feleségül.
11. Lajos Károly (Luigi Carlo), Aquila grófja (1824–1897), aki 1844-ben Januária Mária Johanna brazil császári hercegnőt (1822–1901), I. Péter brazil császár leányát vette feleségül.
12. Ferenc Lajos (Francesco Luigi), Trapani grófja (1827–1892), aki saját unokahúgát, Habsburg–Toscanai Mária Izabella főhercegnőt (1834–1901), nővérének, Mária Antónia hercegnőnek leányát vette feleségül.

Törvényes gyermekei mellett szeretőitől és kegyencnőitől számos házasságon kívüli gyermeke is született.

### Forradalmak és menekülések
A francia forradalom kitörésekor számítani lehetett arra, hogy az általános szegénység nyomán Dél-Itáliában is forradalom törhet ki. 1793-ban, miután a jakobinusok kivégezték XVI. Lajos királyt és Marie Antoinette királynét (Ferenc herceg nagynénjét), Mária Karolina királyné húgát), a Nápolyi Királyság csatlakozott a Franciaország elleni első koalícióhoz. 1796 márciusában Napoléon Bonaparte tábornok, a francia Itáliai Hadsereg főparancsnoka inváziót indított. Az északi-itáliai fejedelemségek megszállása után a francia csapatok Nápoly felé közeledtek. A gyenge kezű király helyett intézkedő Mária Karolina királyné 1797. október 10-én különbékét kötött Franciaországgal, hogy megelőzze a megszállást.
1798 elején a Nápolyi Királyság hadsereget küldött a franciák által elfoglalt Róma felszabadítására érkező Mack osztrák tábornagy támogatására. Megsemmisítő vereségük után Bonaparte csapatai 1798 februárjában elfoglalták Nápolyt. A királyi család Szicíliába menekült, Nápolyban 1799. január 24-én kikiáltották a Parthenopéi Köztársaságot. A királyi hadsereg 1799 júniusára visszafoglalta Nápolyt, 1799 nyarára Nelson brit admirális kiűzte a franciákat a Nápolyi Királyság egész területéről. Ferenc herceg és szülei visszatérhettek fővárosukba.
A Nápolyi Királyság támogatta a Franciaország elleni harmadik koalíciót is. Az 1805. december 2-ai austerlitzi csatavesztés után a franciák 1806-ban ismét elfoglalták a Nápolyi Királyságot, a királyi család másodszor is Szicíliába menekült. Nápoly királya Napóleon öccse, Joseph Bonaparte, majd 1808-tól sógora, Joachim Murat tábornagy lett. 1809-ben a wagrami csatavesztés nyomán összeomlott a Franciaország elleni ötödik koalíció is. I. Ferenc osztrák császár és Mária Terézia Karolina császárné arra kényszerültek, hogy legidősebb leányukat, Mária Lujza főhercegnőt, Ferenc nápoly–szicíliai trónörökös unokahúgát feleségül adják a győztes Napóleonhoz.
A szicíliai száműzetésben a királyi család ki volt szolgáltatva a britek kényének-kedvének. 1812-ben Lord William Bentinck, a szicíliai brit csapatok főparancsnoka nyíltan beavatkozott a Nápolyi Királyság belügyeibe, gyakorlatilag (de nem hivatalosan) lemondatta Ferdinánd királyt. Helyére fiát, Ferenc Januárius herceget, a trónörököst neveztette ki régenssé, akinek el kellett fogadnia a britek által kidolgozott alkotmányt. Anyját, Mária Karolina királynét a brit főparancsnok 1813-ban kiutasította az országból. A száműzött királyné 1814 januárjában Bécsben meghalt. A határozott és döntésképes anyakirályné távozása után férje és fia a brit hatóságok kiszolgálóivá süllyedtek.

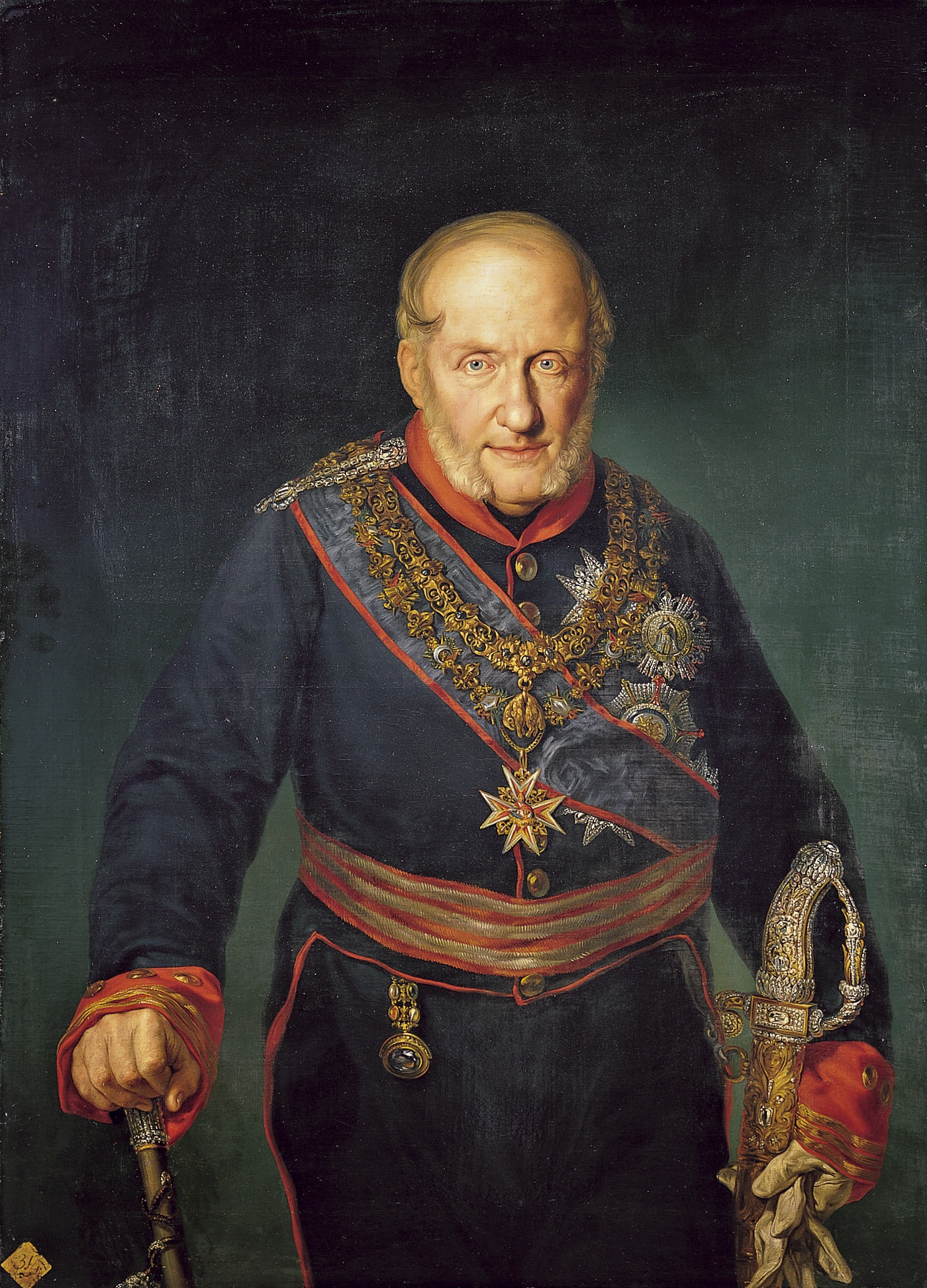
I. Ferenc nápoly–szicíliai király

### Restauráció
A napóleoni háborúk lezárultával, a bécsi kongresszus után a királyi család ismét visszatért Nápolyba. IV. Ferdinánd király visszavette uralkodói hatalmát. Ferenc trónörököstől megvonta a régensi megbízatást, de Calabria hercegének címét továbbra is viselhette. 1816-ban Ferdinánd király eltörölte a liberális alkotmányt, megszüntette két királyságának autonóm jogait, és Két Szicília Királysága néven egyetlen állammá olvasztotta őket.
1820-ban a liberális ellenzék és a lázongó carbonarik követelésére a királynak új, liberális alkotmányt kellett elfogadnia. Ferenc trónörökös, aki mindeddig a liberalizmussal kacérkodott, az 1820-as forradalom során örömmel és egyetértéssel fogadta az új alkotmányt. Az alkotmányos országgyűlés megdöntésére Ferdinánd király osztrák császári csapatokat hívott be.

### Uralkodása
Az 1820-as forradalomtól kezdve Ferenc herceg véleménye is megváltozott, liberálisból konzervatívvá lett, abszolutista nézeteket kezdett vallani. Apjának, I. Ferdinánd királynak halála után, 1825. január 4-én lépett a trónra, 48 éves korában. Mindössze 5 évig uralkodott, apjához hasonló konzervatív szellemben. Kevés említésre méltó uralkodói intézkedést tett. A kormányzásban gyakorlatilag nem vett részt, azt hű kegyenceire és rendőrtisztviselőire bízta. Idejének java részét szeretőivel töltötte. Nagyon félt a merénylőktől, állandóan katonasággal és erős testőrséggel vette körül magát. A kemény kezű elnyomás eszközével uralkodása során felszámolta a hegyi rablóbandák működését (brigantaggio), ennek nyomán egy jelentősebb lázadás is kitört: 1828-ban a Salernói-öböl feletti Cilento hegyvidék népe felkelt a király nevében uralkodó miniszterek ellen. A lázadást a liberálisból abszolutistává lett Delcarretto márki csapatai verték le.
Uralkodása alatt elérte, hogy az 1820-as „baráti segítségnyújtás” óta országában állomásozó osztrák császári csapatokat 1827-ben kivonták, ezzel a Két Szicília Királyságának államkincstára jelentősen megkönnyebbült. 1829. szeptember 28-án megalapította az I. Ferenc király-rendet (Ordine reale di Francesco I), amelynek kitüntetéseit polgári és katonai érdemekért ítélik oda. A nemzetközileg elismert rend ma is működik.
I. Ferenc király 1830. november 8-án halt meg fővárosában, Nápolyban, 53 éves korában. A nápolyi Santa Chiara bazilika kriptájában temették el. Minisztereinek önkényes kormányzása ellenére alattvalói általában jó királyként emlékeztek meg róla, a közrend megszilárdítása és a megszálló csapatok eltávolítása miatt megkedvelték őt. A trónon legidősebb fia, Ferdinánd herceg követte, II. Ferdinánd néven.